# Copa Conmebol 1995
La Copa Conmebol 1995 fue la cuarta edición del torneo, organizado por la Confederación Sudamericana de Fútbol, en el que participaron dieciséis equipos de diez países sudamericanos: Argentina, Bolivia, Brasil, Chile, Colombia, Ecuador, Paraguay, Perú, Uruguay y Venezuela.
Rosario Central de Argentina se consagró campeón tras vencer en la final a Atlético Mineiro de Brasil de manera heroica, al lograr remontar el 0-4 sufrido en el encuentro de ida con un idéntico marcador en la revancha, definiendo el título por intermedio de los tiros desde el punto penal. Fue la única vez en la historia de un torneo internacional organizado por la FIFA que un equipo logró revertir una final estando cuatro goles abajo en el partido de ida.

## Formato
El torneo se desarrolló plenamente bajo un formato de eliminación directa, donde cada equipo enfrentaba a su rival de turno en partidos de ida y vuelta. Todos los equipos comenzaron su participación desde los Octavos de final, estableciéndose los cruces de dicha instancia de acuerdo a sus ubicaciones geográficas, razón por la cual varias llaves quedaron conformadas por dos equipos de una misma asociación nacional. En caso de igualdad de puntos y diferencia de goles al finalizar ambos encuentros, en cualquiera de las fases, se ejecutaron tiros desde el punto penal.
|                               |                               | Equipos que entran en esta fase | Equipos que provienen de la fase anterior        |
| ----------------------------- | ----------------------------- | --- | ------------------------------------------------ |
| Octavos de final (16 equipos) | Octavos de final (16 equipos) | - 4 equipos de Brasil - 2 equipos de Argentina, Colombia y Uruguay - 1 equipo de Bolivia, Chile, Ecuador, Paraguay, Perú y Venezuela |                                                  |
| Cuartos de final (8 equipos)  | Cuartos de final (8 equipos)  | | - 8 equipos clasificados de los Octavos de final |

## Equipos participantes
En cursiva los equipos debutantes en el torneo.
| País              | Equipo                                      | Vía de clasificación |
| ----------------- | ------------------------------------------- | --- |
| Argentina 2 cupos | Gimnasia y Esgrima La Plata Rosario Central | Mejor ubicado en la tabla de posiciones del Campeonato de Primera División 1994-95 no participante de la Supercopa Sudamericana 1995 o de la Copa Libertadores 1996 2.º mejor ubicado en la tabla de posiciones del Campeonato de Primera División 1994-95 no participante de la Supercopa Sudamericana 1995 o de la Copa Libertadores 1996 |
| Bolivia 1 cupo    | The Strongest                               | 3.º puesto del Campeonato de Primera División 1994 |
| Brasil 4 cupos    | Corinthians Guarani Atlético Mineiro Ceará  | Subcampeón del Campeonato Brasileño de 1994 3.° puesto del Campeonato Brasileño de 1994 4.° puesto del Campeonato Brasileño de 1994 Subcampeón de la Copa de Brasil 1994 |
| Chile 1 cupo      | Cobreloa                                    | 2.º puesto de la Liguilla Pre-Libertadores 1994 |
| Colombia 2 cupos  | América de Cali Independiente Medellín      | 3.º puesto del Campeonato colombiano 1994 4.º puesto del Campeonato colombiano 1994 |
| Ecuador 1 cupo    | Barcelona                                   | Ganador de la Fase Pre-Conmebol del Campeonato Ecuatoriano de Fútbol 1994 |
| Paraguay 1 cupo   | Atlético Colegiales                         | 4.° puesto de la primera fase del Campeonato Paraguayo 1994. |
| Perú 1 cupo       | Ciclista Lima                               | Subcampeón del Torneo Apertura 1994 |
| Uruguay 2 cupos   | Defensor Sporting Sud América               | 3.º puesto de la Liguilla Pre-Libertadores de América de 1994 4.º puesto de la Liguilla Pre-Libertadores de América de 1994 |
| Venezuela 1 cupo  | Mineros de Guayana                          | Ganador de la eliminatoria entre el 4.º y el 5.º puesto de la Primera División Venezolana 1994-95 |

### Distribución geográfica de los equipos
Distribución geográfica de las sedes de los equipos participantes:

## Resultados

### Cuadro de desarrollo
|  | Octavos de final                | Octavos de final                | Octavos de final                | Octavos de final                |   |                          | Cuartos de final     | Cuartos de final     | Cuartos de final     | Cuartos de final     |  |                       | Semifinales                       | Semifinales                       | Semifinales                       | Semifinales                       |  |                      | Final                | Final                | Final                | Final                |  |
|  | 17 de octubre al 2 de noviembre | 17 de octubre al 2 de noviembre | 17 de octubre al 2 de noviembre | 17 de octubre al 2 de noviembre |   |                          | 9 al 22 de noviembre | 9 al 22 de noviembre | 9 al 22 de noviembre | 9 al 22 de noviembre |  |                       | 29 de noviembre al 7 de diciembre | 29 de noviembre al 7 de diciembre | 29 de noviembre al 7 de diciembre | 29 de noviembre al 7 de diciembre |  |                      | 12 y 19 de diciembre | 12 y 19 de diciembre | 12 y 19 de diciembre | 12 y 19 de diciembre |  |
|  |                                 |                                 |                                 |                                 |   |                          |                      |                      |                      |                      |  |                       |                                   |                                   |                                   |                                   |  |                      |                      |                      |                      |                      |  |
|  |                                 |                                 |                                 |                                 |   |                          |                      |                      |                      |                      |  |                       |                                   |                                   |                                   |                                   |  |                      |                      |                      |                      |                      |  |
|  | Cobreloa                        | 1                               | 7                               | 8                               |   |                          |                      |                      |                      |                      |  |                       |                                   |                                   |                                   |                                   |  |                      |                      |                      |                      |                      |  |
|  | Cobreloa                        | 1                               | 7                               | 8                               |   |                          |                      |                      |                      |                      |  |                       |                                   |                                   |                                   |                                   |  |                      |                      |                      |                      |                      |  |
|  | Ciclista Lima                   | 4                               | 2                               | 6                               |   |                          |                      |                      |                      |                      |  |                       |                                   |                                   |                                   |                                   |  |                      |                      |                      |                      |                      |  |
|  | Ciclista Lima                   | 4                               | 2                               | 6                               |   | Cobreloa                 | 0                    | 1                    | 1                    |                      |  |                       |                                   |                                   |                                   |                                   |  |                      |                      |                      |                      |                      |  |
|  |                                 |                                 |                                 |                                 |   | Cobreloa                 | 0                    | 1                    | 1                    |                      |  |                       |                                   |                                   |                                   |                                   |  |                      |                      |                      |                      |                      |  |
|  |                                 |                                 | Rosario Central                 | 2                               | 3 | 5                        |                      |                      |                      |                      |  |                       |                                   |                                   |                                   |                                   |  |                      |                      |                      |                      |                      |  |
|  | Rosario Central                 | 3                               | Rosario Central                 | 2                               | 3 | 5                        | 2                    | 5                    |                      |                      |  |                       |                                   |                                   |                                   |                                   |  |                      |                      |                      |                      |                      |  |
|  | Rosario Central                 | 3                               |                                 |                                 |   |                          |                      |                      |                      |                      |  |                       |                                   |                                   |                                   |                                   |  |                      |                      |                      |                      |                      |  |
|  | Defensor Sporting               | 1                               | 1                               | 2                               |   |                          |                      |                      |                      |                      |  |                       |                                   |                                   |                                   |                                   |  |                      |                      |                      |                      |                      |  |
|  | Defensor Sporting               | 1                               | 1                               | 2                               |   |                          |                      |                      |                      |                      |  | Rosario Central       | 2                                 | 3                                 | 5                                 |                                   |  |                      |                      |                      |                      |                      |  |
|  |                                 |                                 |                                 |                                 |   |                          |                      |                      |                      |                      |  | Rosario Central       | 2                                 | 3                                 | 5                                 |                                   |  |                      |                      |                      |                      |                      |  |
|  |                                 |                                 | Atlético Colegiales             | 0                               | 1 | 1                        |                      |                      |                      |                      |  |                       |                                   |                                   |                                   |                                   |  |                      |                      |                      |                      |                      |  |
|  | Atlético Colegiales             | 0                               | Atlético Colegiales             | 0                               | 1 | 1                        | 1                    | 1                    |                      |                      |  |                       |                                   |                                   |                                   |                                   |  |                      |                      |                      |                      |                      |  |
|  | Atlético Colegiales             | 0                               |                                 |                                 |   |                          |                      |                      |                      |                      |  |                       |                                   |                                   |                                   |                                   |  |                      |                      |                      |                      |                      |  |
|  | The Strongest                   | 0                               | 0                               | 0                               |   |                          |                      |                      |                      |                      |  |                       |                                   |                                   |                                   |                                   |  |                      |                      |                      |                      |                      |  |
|  | The Strongest                   | 0                               | 0                               | 0                               |   | Atlético Colegiales (p.) | 1                    | 1                    | 2 (4)                |                      |  |                       |                                   |                                   |                                   |                                   |  |                      |                      |                      |                      |                      |  |
|  |                                 |                                 |                                 |                                 |   | Atlético Colegiales (p.) | 1                    | 1                    | 2 (4)                |                      |  |                       |                                   |                                   |                                   |                                   |  |                      |                      |                      |                      |                      |  |
|  |                                 |                                 | Sud América                     | 0                               | 2 | 2 (3)                    |                      |                      |                      |                      |  |                       |                                   |                                   |                                   |                                   |  |                      |                      |                      |                      |                      |  |
|  | Sud América                     | 0                               | Sud América                     | 0                               | 2 | 2 (3)                    | 4                    | 4                    |                      |                      |  |                       |                                   |                                   |                                   |                                   |  |                      |                      |                      |                      |                      |  |
|  | Sud América                     | 0                               |                                 |                                 |   |                          |                      |                      |                      |                      |  |                       |                                   |                                   |                                   |                                   |  |                      |                      |                      |                      |                      |  |
|  | Gimnasia y Esgrima (LP)         | 1                               | 0                               | 1                               |   |                          |                      |                      |                      |                      |  |                       |                                   |                                   |                                   |                                   |  |                      |                      |                      |                      |                      |  |
|  | Gimnasia y Esgrima (LP)         | 1                               | 0                               | 1                               |   |                          |                      |                      |                      |                      |  |                       |                                   |                                   |                                   |                                   |  | Rosario Central (p.) | 0                    | 4                    | 4 (4)                |                      |  |
|  |                                 |                                 |                                 |                                 |   |                          |                      |                      |                      |                      |  |                       |                                   |                                   |                                   |                                   |  | Rosario Central (p.) | 0                    | 4                    | 4 (4)                |                      |  |
|  |                                 |                                 | Atlético Mineiro                | 4                               | 0 | 4 (3)                    |                      |                      |                      |                      |  |                       |                                   |                                   |                                   |                                   |  |                      |                      |                      |                      |                      |  |
|  | Independiente Medellín          | 0                               | Atlético Mineiro                | 4                               | 0 | 4 (3)                    | 3                    | 3 (3)                |                      |                      |  |                       |                                   |                                   |                                   |                                   |  |                      |                      |                      |                      |                      |  |
|  | Independiente Medellín          | 0                               |                                 |                                 |   |                          |                      |                      |                      |                      |  |                       |                                   |                                   |                                   |                                   |  |                      |                      |                      |                      |                      |  |
|  | Mineros de Guayana (p.)         | 1                               | 2                               | 3 (4)                           |   |                          |                      |                      |                      |                      |  |                       |                                   |                                   |                                   |                                   |  |                      |                      |                      |                      |                      |  |
|  | Mineros de Guayana (p.)         | 1                               | 2                               | 3 (4)                           |   | Mineros de Guayana       | 0                    | 0                    | 0                    |                      |  |                       |                                   |                                   |                                   |                                   |  |                      |                      |                      |                      |                      |  |
|  |                                 |                                 |                                 |                                 |   | Mineros de Guayana       | 0                    | 0                    | 0                    |                      |  |                       |                                   |                                   |                                   |                                   |  |                      |                      |                      |                      |                      |  |
|  |                                 |                                 | Atlético Mineiro                | 6                               | 4 | 10                       |                      |                      |                      |                      |  |                       |                                   |                                   |                                   |                                   |  |                      |                      |                      |                      |                      |  |
|  | Guarani                         | 1                               | Atlético Mineiro                | 6                               | 4 | 10                       | 0                    | 1                    |                      |                      |  |                       |                                   |                                   |                                   |                                   |  |                      |                      |                      |                      |                      |  |
|  | Guarani                         | 1                               |                                 |                                 |   |                          |                      |                      |                      |                      |  |                       |                                   |                                   |                                   |                                   |  |                      |                      |                      |                      |                      |  |
|  | Atlético Mineiro                | 1                               | 1                               | 2                               |   |                          |                      |                      |                      |                      |  |                       |                                   |                                   |                                   |                                   |  |                      |                      |                      |                      |                      |  |
|  | Atlético Mineiro                | 1                               | 1                               | 2                               |   |                          |                      |                      |                      |                      |  | Atlético Mineiro (p.) | 3                                 | 1                                 | 4 (4)                             |                                   |  |                      |                      |                      |                      |                      |  |
|  |                                 |                                 |                                 |                                 |   |                          |                      |                      |                      |                      |  | Atlético Mineiro (p.) | 3                                 | 1                                 | 4 (4)                             |                                   |  |                      |                      |                      |                      |                      |  |
|  |                                 |                                 | América de Cali                 | 4                               | 0 | 4 (3)                    |                      |                      |                      |                      |  |                       |                                   |                                   |                                   |                                   |  |                      |                      |                      |                      |                      |  |
|  | Barcelona                       | 1                               | América de Cali                 | 4                               | 0 | 4 (3)                    | 0                    | 1                    |                      |                      |  |                       |                                   |                                   |                                   |                                   |  |                      |                      |                      |                      |                      |  |
|  | Barcelona                       | 1                               |                                 |                                 |   |                          |                      |                      |                      |                      |  |                       |                                   |                                   |                                   |                                   |  |                      |                      |                      |                      |                      |  |
|  | América de Cali                 | 3                               | 2                               | 5                               |   |                          |                      |                      |                      |                      |  |                       |                                   |                                   |                                   |                                   |  |                      |                      |                      |                      |                      |  |
|  | América de Cali                 | 3                               | 2                               | 5                               |   | América de Cali          | 1                    | 3                    | 4                    |                      |  |                       |                                   |                                   |                                   |                                   |  |                      |                      |                      |                      |                      |  |
|  |                                 |                                 |                                 |                                 |   | América de Cali          | 1                    | 3                    | 4                    |                      |  |                       |                                   |                                   |                                   |                                   |  |                      |                      |                      |                      |                      |  |
|  |                                 |                                 | Corinthians                     | 2                               | 1 | 3                        |                      |                      |                      |                      |  |                       |                                   |                                   |                                   |                                   |  |                      |                      |                      |                      |                      |  |
|  | Corinthians (p.)                | 1                               | Corinthians                     | 2                               | 1 | 3                        | 2                    | 3 (7)                |                      |                      |  |                       |                                   |                                   |                                   |                                   |  |                      |                      |                      |                      |                      |  |
|  | Corinthians (p.)                | 1                               |                                 |                                 |   |                          |                      |                      |                      |                      |  |                       |                                   |                                   |                                   |                                   |  |                      |                      |                      |                      |                      |  |
|  | Ceará                           | 1                               | 2                               | 3 (6)                           |   |                          |                      |                      |                      |                      |  |                       |                                   |                                   |                                   |                                   |  |                      |                      |                      |                      |                      |  |
|  | Ceará                           | 1                               | 2                               | 3 (6)                           |   |                          |                      |                      |                      |                      |  |                       |                                   |                                   |                                   |                                   |  |                      |                      |                      |                      |                      |  |
|  |                                 |                                 |                                 |                                 |   |                          |                      |                      |                      |                      |  |                       |                                   |                                   |                                   |                                   |  |                      |                      |                      |                      |                      |  |

- Nota: En cada llave, el equipo que ocupa la primera línea es el que definió la serie como local.

### Octavos de final
| 25 de octubre de 1995 | Ciclista Lima                                        | 4:1 (2:0) | Cobreloa    | Estadio Alejandro Villanueva, Lima |  |
|                       | Hernández 31' · Bazalar 38' · García 69' · López 90' |           | Riveros 78' |                                    |  |

| 1 de noviembre de 1995 | Cobreloa                                                                   | 7:2 (5:1) | Ciclista Lima              | Estadio Municipal, Calama      |                                |
|                        | Álvarez 9', 27' · Rojas 31' · González 39', 62' · Riveros 45' · Puebla 79' |           | Torrejón 2' · Espinoza 73' | Asistencia: 3.100 espectadores | Asistencia: 3.100 espectadores |

| 26 de octubre de 1995 | Defensor Sporting | 1:3 | Rosario Central                 | Campus Municipal, Maldonado    |                                |
|                       | J. Da Silva       |     | Cardetti · Coudet · R. Da Silva | Asistencia: 3.000 espectadores | Asistencia: 3.000 espectadores |

| 1 de noviembre de 1995 | Rosario Central       | 2:1 | Defensor Sporting | Estadio Gigante de Arroyito, Rosario |                                 |
|                        | Sánchez · R. Da Silva |     | Pérez             | Asistencia: 25.000 espectadores      | Asistencia: 25.000 espectadores |

| 25 de octubre de 1995 | The Strongest | 0:0 | Atlético Colegiales | Estadio Hernando Siles, La Paz |  |

| 1 de noviembre de 1995 | Atlético Colegiales | 1:0 | The Strongest | Estadio Manuel Ferreira, Asunción |  |
|                        | Candia (pen.)       |     |               |                                   |  |

| 24 de octubre de 1995 | Gimnasia y Esgrima La Plata | 1:0 (0:0) | Sud América | Estadio Juan Carmelo Zerillo, La Plata |                             |
|                       | Guglielminpietro 53'        |           |             | Árbitro(s): Óscar Velázquez            | Árbitro(s): Óscar Velázquez |

| 31 de octubre de 1995 | Sud América                                         | 4:0 (1:0) | Gimnasia y Esgrima La Plata | Estadio Parque Artigas, Paysandú |                           |
|                       | Alfaro 14' · Oddine 47' · Lujambio 81' · Da Luz 89' |           |                             | Árbitro(s): Ubaldo Aquino        | Árbitro(s): Ubaldo Aquino |

| 26 de octubre de 1995 | Mineros de Guayana | 1:0 (0:0) | Independiente Medellín | Estadio Cachamay, Puerto Ordaz |  |
|                       | Rogério 50'        |           |                        |                                |  |

| 2 de noviembre de 1995 | Independiente Medellín                           | 3:2 (1:1) (3:4 p.)         | Mineros de Guayana                                         | Estadio Atanasio Girardot, Medellín |                           |
|                        | Castro 35' · Gallo 49', 64'                      |                            | W. Hernández 40' · Noriega 75'                             | Árbitro(s): Antonio Arnao           | Árbitro(s): Antonio Arnao |
|                        |                                                  | Tiros desde el punto penal |                                                            |                                     |                           |
|                        | J. Hernández · Gallo · Restrepo · Serna · Castro |                            | Marcos Cardozo · González · Marcelo Cardozo · W. Hernández |                                     |                           |

| 17 de octubre de 1995 | Atlético Mineiro  | 1:1 (0:0) | Guarani           | Estadio Mineirão, Belo Horizonte |                              |
|                       | Paulo Roberto 62' |           | Fábio Augusto 58' | Árbitro(s): Cláudio Cerdeira     | Árbitro(s): Cláudio Cerdeira |

| 25 de octubre de 1995 | Guarani | 0:1 (0:0) | Atlético Mineiro | Estadio Brinco de Ouro, Campinas |                             |
|                       |         |           | Euller 61'       | Árbitro(s): Sidrack Marinho      | Árbitro(s): Sidrack Marinho |

| 24 de octubre de 1995 | América de Cali                | 3:1 | Barcelona | Estadio Pascual Guerrero, Cali    |                                   |
|                       | Escobar · R. Pérez · Hernández |     | Morales   | Árbitro(s): José Arana Villamonte | Árbitro(s): José Arana Villamonte |

| 31 de octubre de 1995 | Barcelona | 0:2 (0:2) | América de Cali    | Estadio Monumental, Guayaquil |                              |
|                       |           |           | Hernández 18', 30' | Árbitro(s): Pablo Peña Durán  | Árbitro(s): Pablo Peña Durán |

| 18 de octubre de 1995 | Ceará | 1:1 | Corinthians        | Estadio Aderaldo Plácido Castelo, Fortaleza |                                 |
|                       | Fábio |     | Marcelinho Carioca | Asistencia: 20 000 espectadores             | Asistencia: 20 000 espectadores |

| 31 de octubre de 1995 | Corinthians                                                                                          | 2:2 (1:2) (7:6 p.)         | Ceará                                                                             | Estadio Pacaembú, São Paulo                                |                                                            |
|                       | Clóvis 18' · Serginho 85'                                                                            |                            | Sérgio Alves 31' · Fábio                                                          | Asistencia: 2 104 espectadores Árbitro(s): Antônio Pereira | Asistencia: 2 104 espectadores Árbitro(s): Antônio Pereira |
|                       | | Tiros desde el punto penal |                                                                                   |                                                            |                                                            |
|                       | Marcelinho Carioca · Tupãzinho · Elivélton · Fabinho · Serginho · André Santos · Zé Elias · Henrique |                            | Anselmo · Damião · Fábio · Sérgio Alves · Alex · Ronaldo · Jaime · Fernando César |                                                            |                                                            |

### Cuartos de final
| 9 de noviembre de 1995 | Rosario Central             | 2:0 (0:0) | Cobreloa | Estadio Gigante de Arroyito, Rosario                        |                                                             |
|                        | Sánchez 63' · Carbonari 76' |           |          | Asistencia: 22 000 espectadores Árbitro(s): Ernesto Filippi | Asistencia: 22 000 espectadores Árbitro(s): Ernesto Filippi |

| 22 de noviembre de 1995 | Cobreloa    | 1:3 (0:2) | Rosario Central                           | Estadio Municipal, Calama                                      |                                                                |
|                         | Carreño 51' |           | Palma 22' · Daniele 45' · R. Da Silva 58' | Asistencia: 2 487 espectadores Árbitro(s): Oscar Roberto Godói | Asistencia: 2 487 espectadores Árbitro(s): Oscar Roberto Godói |

| 15 de noviembre de 1995 | Sud América | 0:1 | Atlético Colegiales | Parque Artigas, Paysandú |  |
|                         |             |     | Espínola            |                          |  |

| 22 de noviembre de 1995 | Atlético Colegiales              | 1:2 (4:3 p.)               | Sud América                                      | Estadio Manuel Ferreira, Asunción |  |
|                         | Gómez                            |                            | Lujambio · Acevedo                               |                                   |  |
|                         |                                  | Tiros desde el punto penal |                                                  |                                   |  |
|                         | Candia · Goroso · Gómez · Almada |                            | Orta · Alfaro · Landaida · Russomando · Lujambio |                                   |  |

| 14 de noviembre de 1995 | Atlético Mineiro                                                    | 6:0 (2:0) | Mineros de Guayana | Estadio Mineirão, Belo Horizonte |                              |
|                         | Ézio 4' · Jorge Luiz 16' · Euller 63' · Renaldo 70' 78' · Silva 74' |           |                    | Árbitro(s): Pablo Peña Durán     | Árbitro(s): Pablo Peña Durán |

| 21 de noviembre de 1995 | Mineros de Guayana | 0:4 (0:1) | Atlético Mineiro                    | Estadio Cachamay, Puerto Ordaz |                              |
|                         |                    |           | Júlio César 41' 63' 86' · Silva 50' | Árbitro(s): John Toro Rendón   | Árbitro(s): John Toro Rendón |

| 15 de noviembre de 1995 | Corinthians                   | 2:1 (1:0) | América de Cali | Estadio Pacaembú, São Paulo   |                               |
|                         | Júlio César 5' · Serginho 77' |           | de Ávila 60'    | Árbitro(s): Epifanio González | Árbitro(s): Epifanio González |

| 22 de noviembre de 1995 | América de Cali           | 3:1 | Corinthians | Estadio Pascual Guerrero, Cali |                           |
|                         | Escobar (pen.) · R. Pérez |     | Clóvis      | Árbitro(s): Ángel Guevara      | Árbitro(s): Ángel Guevara |

### Semifinales
| 30 de noviembre de 1995 | Atlético Colegiales | 0:2 (0:0) | Rosario Central           | Estadio Manuel Ferreira, Asunción |                                |
|                         |                     |           | Gordillo 64' · Coudet 72' | Asistencia: 4.000 espectadores    | Asistencia: 4.000 espectadores |

| 7 de diciembre de 1995 | Rosario Central               | 3:1 | Atlético Colegiales | Estadio Gigante de Arroyito, Rosario |                                 |
|                        | Carbonari · Cardetti · Coudet |     | Gómez               | Asistencia: 30.000 espectadores      | Asistencia: 30.000 espectadores |

| 29 de noviembre de 1995 | América de Cali                                                 | 4:3 (1:2) | Atlético Mineiro                    | Estadio Pascual Guerrero, Cali    |                                   |
|                         | J. Pérez 41' · Castillo 48' · Escobar 54' (pen.) · de Ávila 79' |           | Ézio 11' · Euller 25' · Tavares 82' | Árbitro(s): José Arana Villamonte | Árbitro(s): José Arana Villamonte |

| 6 de diciembre de 1995 | Atlético Mineiro                         | 1:0 (0:0) (4:3 p.)         | América de Cali                                   | Estadio Mineirão, Belo Horizonte |                         |
|                        | Tavares 49'                              |                            |                                                   | Árbitro(s): Julio Matto          | Árbitro(s): Julio Matto |
|                        |                                          | Tiros desde el punto penal |                                                   |                                  |                         |
|                        | Renaldo · Ézio · Tavares · Paulo Roberto |                            | de Ávila · Dinas · Bermúdez · Hernández · Escobar |                                  |                         |

### Final

#### Ida
| 12 de diciembre de 1995 | Atlético Mineiro                                    | 4:0 (1:0) | Rosario Central | Estadio Mineirão, Belo Horizonte                            |                                                             |
|                         | Ézio 7' · Cairo 54' · Paulo Roberto 59' · Silva 88' |           |                 | Asistencia: 65.000 espectadores Árbitro(s): Óscar Velázquez | Asistencia: 65.000 espectadores Árbitro(s): Óscar Velázquez |

| 1          | POR        | Cláudio Taffarel |       |
| 3          | DEF        | Alcir            |       |
| 5          | DEF        | Ademir           |       |
| 4          | DEF        | Ronaldo Guiaro   |       |
| 6          | DEF        | Paulo Roberto    |       |
| 25         | MED        | Éder Lopes       |       |
| 8          | MED        | Doriva           |       |
| 21         | MED        | Cairo            | Salió |
| 11         | MED        | Leandro Tavares  |       |
| 7          | DEL        | Renaldo          | Salió |
| 9          | DEL        | Ézio             | Salió |
| Entrenador | Entrenador | Procópio Cardoso |       |

| 12         | POR        | Roberto Bonano      |       |
| 4          | DEF        | Diego Ordóñez       | Salió |
| 6          | DEF        | Federico Lussenhoff |       |
| 2          | DEF        | Horacio Carbonari   |       |
| 15         | DEF        | Patricio Graff      |       |
| 22         | MED        | Eduardo Coudet      |       |
| 5          | MED        | Cristian Daniele    |       |
| 10         | MED        | Omar Palma          |       |
| 11         | MED        | Raúl Gordillo       |       |
| 20         | MED        | Pablo Sánchez       |       |
| 9          | DEL        | Rubén Da Silva      |       |
| Entrenador | Entrenador | Ángel Tulio Zof     |       |

| 19 | DEL | Elpídio Silva | Entró |
| 5  | MED | Carlos        | Entró |
| 15 | MED | Júlio César   | Entró |

| 17 | DEL | Martín Cardetti | Entró |

| Anotado | 7'  | Ézio          | 1:0 |
| Anotado | 54' | Cairo         | 2:0 |
| Anotado | 59' | Paulo Roberto | 3:0 |
| Anotado | 88' | Elpídio Silva | 4:0 |

|  |  |  | : |

| Árbitro | Óscar Velázquez |

| 1          | POR        | Cláudio Taffarel |       |
| 3          | DEF        | Alcir            |       |
| 5          | DEF        | Ademir           |       |
| 4          | DEF        | Ronaldo Guiaro   |       |
| 6          | DEF        | Paulo Roberto    |       |
| 25         | MED        | Éder Lopes       |       |
| 8          | MED        | Doriva           |       |
| 21         | MED        | Cairo            | Salió |
| 11         | MED        | Leandro Tavares  |       |
| 7          | DEL        | Renaldo          | Salió |
| 9          | DEL        | Ézio             | Salió |
| Entrenador | Entrenador | Procópio Cardoso |       |

| 12         | POR        | Roberto Bonano      |       |
| 4          | DEF        | Diego Ordóñez       | Salió |
| 6          | DEF        | Federico Lussenhoff |       |
| 2          | DEF        | Horacio Carbonari   |       |
| 15         | DEF        | Patricio Graff      |       |
| 22         | MED        | Eduardo Coudet      |       |
| 5          | MED        | Cristian Daniele    |       |
| 10         | MED        | Omar Palma          |       |
| 11         | MED        | Raúl Gordillo       |       |
| 20         | MED        | Pablo Sánchez       |       |
| 9          | DEL        | Rubén Da Silva      |       |
| Entrenador | Entrenador | Ángel Tulio Zof     |       |

| 19 | DEL | Elpídio Silva | Entró |
| 5  | MED | Carlos        | Entró |
| 15 | MED | Júlio César   | Entró |

| 17 | DEL | Martín Cardetti | Entró |

| Anotado | 7'  | Ézio          | 1:0 |
| Anotado | 54' | Cairo         | 2:0 |
| Anotado | 59' | Paulo Roberto | 3:0 |
| Anotado | 88' | Elpídio Silva | 4:0 |

|  |  |  | : |

| Árbitro | Óscar Velázquez |

#### Vuelta
| 19 de diciembre de 1995 | Rosario Central                                     | 4:0 (3:0) | Atlético Mineiro | Estadio Gigante de Arroyito, Rosario                        |                                                             |
|                         | R. Da Silva 23' · Carbonari 39', 88' · Cardetti 40' |           |                  | Asistencia: 45.000 espectadores Árbitro(s): Ernesto Filippi | Asistencia: 45.000 espectadores Árbitro(s): Ernesto Filippi |

| 12         | POR        | Roberto Bonano      |       |
| 4          | DEF        | Diego Ordóñez       | Salió |
| 2          | DEF        | Horacio Carbonari   |       |
| 6          | DEF        | Federico Lussenhoff |       |
| 15         | DEF        | Patricio Graff      |       |
| 22         | MED        | Eduardo Coudet      | Salió |
| 10         | MED        | Omar Palma          |       |
| 11         | MED        | Raúl Gordillo       | Salió |
| 20         | MED        | Pablo Sánchez       |       |
| 9          | DEL        | Rubén Da Silva      |       |
| 17         | DEL        | Martín Cardetti     |       |
| Entrenador | Entrenador | Ángel Tulio Zof     |       |

| 1          | POR        | Cláudio Taffarel |       |
| 2          | DEF        | Dinho            |       |
| 15         | DEF        | Ademir           |       |
| 4          | DEF        | Ronaldo Guiaro   |       |
| 6          | DEF        | Paulo Roberto    |       |
| 25         | MED        | Éder Lopes       |       |
| 8          | MED        | Doriva           |       |
| 5          | MED        | Carlos           | Salió |
| 11         | MED        | Leandro Tavares  |       |
| 7          | DEL        | Renaldo          | Salió |
| 9          | DEL        | Ézio             | Salió |
| Entrenador | Entrenador | Procópio Cardoso |       |

| 8  | MED | Cristian Colusso | Entró |
| 5  | MED | Cristian Daniele | Entró |
| 18 | DEL | Mario Pobersnik  | Entró |

| 14 | DEF | Dedé      | Entró |
| 19 | MED | Gutemberg | Entró |
| 16 | DEL | Euller    | Entró |

| Anotado | 23' | Rubén Da Silva    | 1:0 |
| Anotado | 39' | Horacio Carbonari | 2:0 |
| Anotado | 40' | Martín Cardetti   | 3:0 |
| Anotado | 88' | Horacio Carbonari | 4:0 |

|  |  |  | : |

| Expulsado | 39' | Federico Lussenhoff |
| Expulsado |     | Martín Cardetti     |

| Expulsado | 39' | Paulo Roberto |
| Expulsado |     | Dedé          |

|                   |                  | 0:0 | Fallo de penal (atajado) | Doriva           |
| Omar Palma        | Acierto de penal | 1:0 |                          |                  |
|                   |                  | 1:0 | Fallo de penal           | Leandro Tavares  |
| Mario Pobersnik   | Acierto de penal | 2:0 |                          |                  |
|                   |                  | 2:1 | Acierto de penal         | Ronaldo Guiaro   |
| Horacio Carbonari | Acierto de penal | 3:1 |                          |                  |
|                   |                  | 3:2 | Acierto de penal         | Cláudio Taffarel |
| Cristian Colusso  | Fallo de penal   | 3:2 |                          |                  |
|                   |                  | 3:3 | Acierto de penal         | Euller           |
| Rubén Da Silva    | Acierto de penal | 4:3 |                          |                  |

| Árbitro | Ernesto Filippi |

| 12         | POR        | Roberto Bonano      |       |
| 4          | DEF        | Diego Ordóñez       | Salió |
| 2          | DEF        | Horacio Carbonari   |       |
| 6          | DEF        | Federico Lussenhoff |       |
| 15         | DEF        | Patricio Graff      |       |
| 22         | MED        | Eduardo Coudet      | Salió |
| 10         | MED        | Omar Palma          |       |
| 11         | MED        | Raúl Gordillo       | Salió |
| 20         | MED        | Pablo Sánchez       |       |
| 9          | DEL        | Rubén Da Silva      |       |
| 17         | DEL        | Martín Cardetti     |       |
| Entrenador | Entrenador | Ángel Tulio Zof     |       |

| 1          | POR        | Cláudio Taffarel |       |
| 2          | DEF        | Dinho            |       |
| 15         | DEF        | Ademir           |       |
| 4          | DEF        | Ronaldo Guiaro   |       |
| 6          | DEF        | Paulo Roberto    |       |
| 25         | MED        | Éder Lopes       |       |
| 8          | MED        | Doriva           |       |
| 5          | MED        | Carlos           | Salió |
| 11         | MED        | Leandro Tavares  |       |
| 7          | DEL        | Renaldo          | Salió |
| 9          | DEL        | Ézio             | Salió |
| Entrenador | Entrenador | Procópio Cardoso |       |

| 8  | MED | Cristian Colusso | Entró |
| 5  | MED | Cristian Daniele | Entró |
| 18 | DEL | Mario Pobersnik  | Entró |

| 14 | DEF | Dedé      | Entró |
| 19 | MED | Gutemberg | Entró |
| 16 | DEL | Euller    | Entró |

| Anotado | 23' | Rubén Da Silva    | 1:0 |
| Anotado | 39' | Horacio Carbonari | 2:0 |
| Anotado | 40' | Martín Cardetti   | 3:0 |
| Anotado | 88' | Horacio Carbonari | 4:0 |

|  |  |  | : |

| Expulsado | 39' | Federico Lussenhoff |
| Expulsado |     | Martín Cardetti     |

| Expulsado | 39' | Paulo Roberto |
| Expulsado |     | Dedé          |

|                   |                  | 0:0 | Fallo de penal (atajado) | Doriva           |
| Omar Palma        | Acierto de penal | 1:0 |                          |                  |
|                   |                  | 1:0 | Fallo de penal           | Leandro Tavares  |
| Mario Pobersnik   | Acierto de penal | 2:0 |                          |                  |
|                   |                  | 2:1 | Acierto de penal         | Ronaldo Guiaro   |
| Horacio Carbonari | Acierto de penal | 3:1 |                          |                  |
|                   |                  | 3:2 | Acierto de penal         | Cláudio Taffarel |
| Cristian Colusso  | Fallo de penal   | 3:2 |                          |                  |
|                   |                  | 3:3 | Acierto de penal         | Euller           |
| Rubén Da Silva    | Acierto de penal | 4:3 |                          |                  |

| Árbitro | Ernesto Filippi |

|                                     |
| Bandera de Argentina                |
| Campeón Rosario Central 1.er título |

## Estadísticas

### Goleadores
| Jugador            | Club             | Goles |
| ------------------ | ---------------- | ----- |
| Horacio Carbonari  | Rosario Central  | 4     |
| Rubén Da Silva     | Rosario Central  | 4     |
| Alexander Escobar  | América de Cali  | 4     |
| Martín Cardetti    | Rosario Central  | 3     |
| Eduardo Coudet     | Rosario Central  | 3     |
| Ézio               | Atlético Mineiro | 3     |
| Euller             | Atlético Mineiro | 3     |
| Giovanni Hernández | América de Cali  | 3     |
| Júlio César        | Atlético Mineiro | 3     |